# Click Mexicana

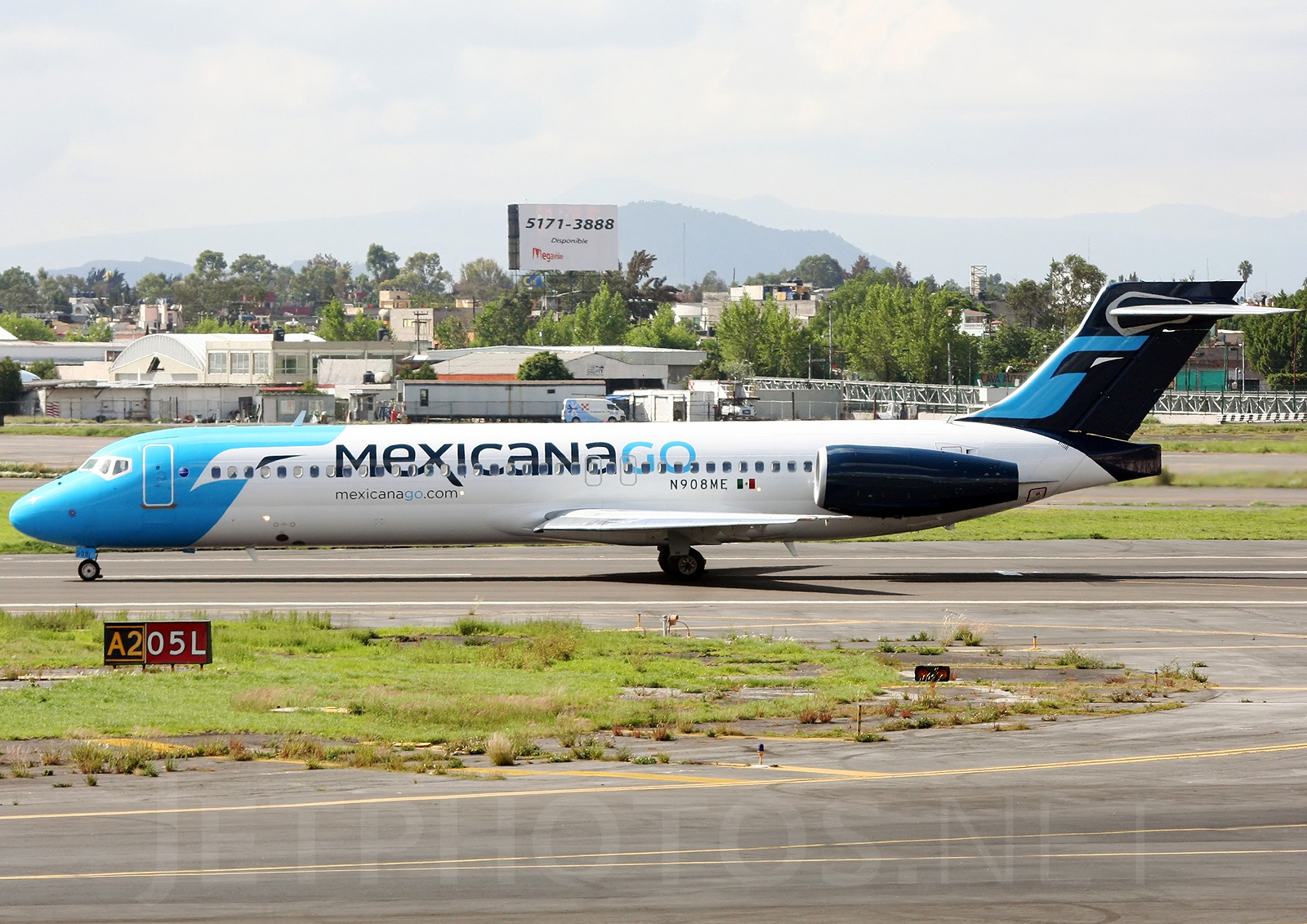
Boeing 717-2BL (N908ME) de Click Mexicana con librea de Mexicana GO en el Aeropuerto Internacional de la Ciudad de México.

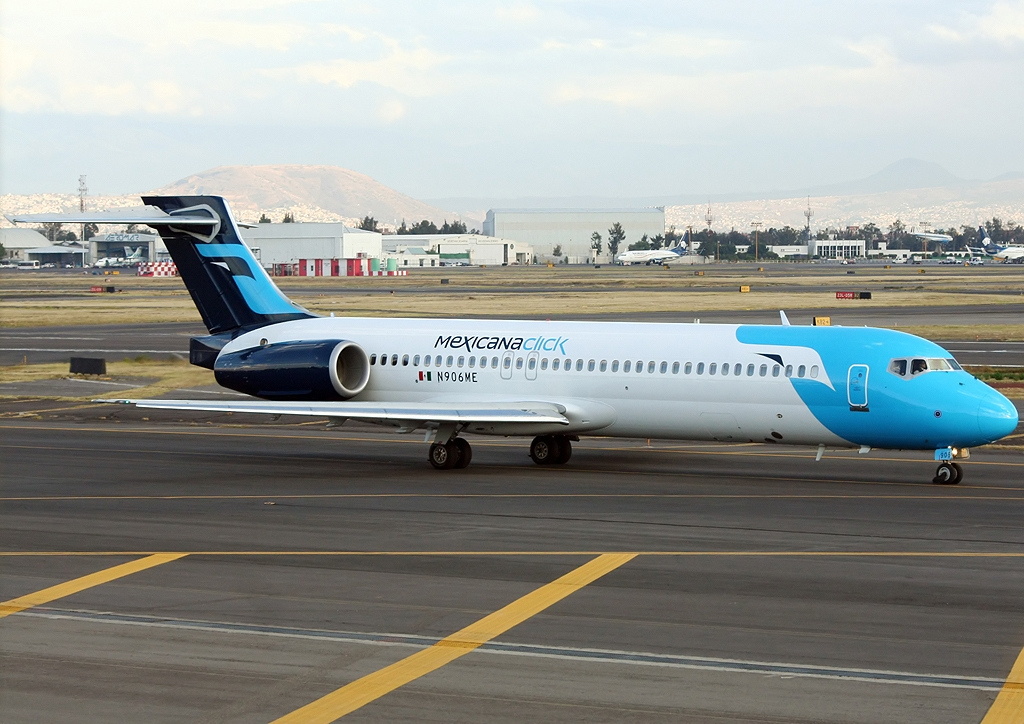
Boeing 717-2BL (N906ME) de Click Mexicana en el Aeropuerto Internacional de la Ciudad de México.

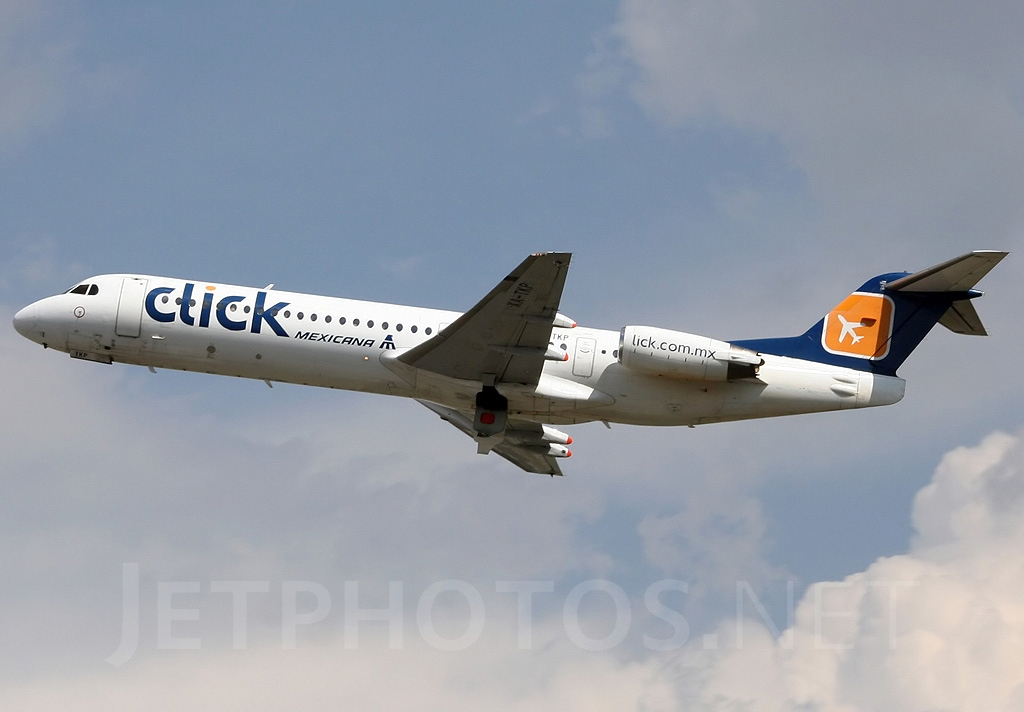
Fokker 100 (XA-TKP)de Click Mexicana despegando del Aeropuerto Internacional de la Ciudad de México.

Mexicana Click (también llamada Click by Mexicana, Click de Mexicana  o simplemente Click Mexicana) fue la primera línea aérea mexicana de bajo costo (LCC, por su acrónimo en inglés) y una de las filiales de la aerolínea mexicana Mexicana de Aviación. La marca Mexicana Click surgió de la transformación de la anterior Aerocaribe, aerolínea surgida en el año 1975, pero la empresa aún mantiene la razón social de Aerovías Caribe S.A. de C.V. Sus oficinas centrales se ubicaban en Mérida, Yucatán, México, pero su base estaba en el Aeropuerto Internacional de la Ciudad de México. Fue la primera aerolínea de bajo costo en integrar Elite Class (Clase ejecutiva) en vuelos nacionales y internacionales 
Inició operaciones en junio del año 2005 como remplazo de aerocaribe y su flota estuvo constituida por 23 aviones Fokker F-100y 14 Boeing 717 y cesó operaciones en el año 2010, junto con Mexicana de Aviación y MexicanaLink. Sus ventas se realizaban principalmente por internet o telefónicamente.

## Historia
Iniciando operaciones bajo el nombre de Aerocaribe fue una aerolínea mexicana perteneciente a Mexicana de Aviación. Tenía como aeropuerto base en el Aeropuerto Internacional de Cancún, Quintana Roo terminal 2. Inició sus operaciones en 1975 y tras 30 años de experiencia paso a formar la primera línea aérea de bajo costo en México. Su nombre actual era Mexicana Click. Esta aerolínea fue transferida a la Ciudad de México tras su cambio de nombre y fue puesta a cargo de Isaak Volin Bolok (Gerente General (CEO)) y Héctor René Marines Rivera y Río (Gerente de Aeropuertos), quienes lograron dar un crecimiento a la aerolínea como ninguna otra aerolínea de México lo había hecho, presentando ganancias y récords tanto financieros como de servicio muy reconocidos a nivel nacional e internacional. Bajo la gerencia de aeropuertos de Héctor René Marines Rivera y Río se logró llegar a abrir 3 destinos nuevos en una misma semana, con rapidez y eficiencia gracias a estrategias que Héctor René Marines Rivera y Río desarrollo. Una de las estrategias más importantes que este personaje de la aviación desarrollo fue la estrategia de PITSCLICK, una estrategia que puso como objetivo lograr hacer el "turn around" de un vuelo en 20 minutos, lo cual se creía imposible con la flota de Fokker 100 porque el Fokker 100 solo cuenta con una puerta de desembarco. Gracias este ilustre gerente de aeropuertos, se logró hacer el turn around en 20 minutos, cosa que la demás aerolíneas creían imposible. Entre los logros del equipo de la gerencia de la aerolínea, fue que la aerolínea mantuvo un índice de puntualidad de 100% varias veces, y se logró un promedio de puntualidad de 98%, alcanzando la mayor productividad de la aerolínea. En el 2007, la dirección de la aerolínea paso a manos de Mexicana de Aviación y tres años después (2010) se declaró en suspensión de operaciones por falta de liquidez. 
La empresa ha presentado una serie de dificultades, incluyendo acusaciones de monopolio de la aviación mexicana, y la huelga de sobrecargos que estalló el 1 de diciembre de 2007, la cual afectó a más de 7000 pasajeros de 112 vuelos de acuerdo a la aerolínea.

## Destinos
Click Mexicana operaba antes de la quiebra financiera de Mexicana de Aviación diferentes destinos, entre los cuales se encuentran:
- Saltillo
- Acapulco
- Campeche
- Chetumal
- Chihuahua
- Ciudad de México centro de conexiones
- Ciudad del Carmen
- Cozumel
- Culiacán
- Guadalajara
- Huatulco
- Ixtapa-Zihuatanejo
- León
- La Habana
- Los Cabos
- Manzanillo
- Mazatlán
- Mexicali
- Mérida
- Minatitlán
- Monterrey
- Nuevo Laredo
- Oaxaca
- Pachuca
- Puerto Escondido
- Puerto Vallarta
- Reynosa
- San Luis Potosí
- Tampico
- Tijuana
- Tuxtla Gutiérrez
- Veracruz
- Villahermosa
- Zacatecas

## Flota
La flota de Click Mexicana constaba de (a 1 de diciembre de 2010) 